# هوریتسه (ناحیه پلهریموف)
هوریتسه (به چکی: Hořice) یک منطقهٔ مسکونی در جمهوری چک است که در ناحیه پلهریموو واقع شده‌است. هوریتسه ۶٫۸۴ کیلومتر مربع مساحت و ۱۹۰ نفر جمعیت دارد و ۴۶۸ متر بالاتر از سطح دریا واقع شده‌است.